# Rinaldo (Vorname)
Rinaldo ist ein italienischer männlicher Vorname.

## Herkunft und Bedeutung
Der Name ist möglicherweise eine italienische Form von Reinhold, für weitere Informationen siehe dort.
Der Name Rinaldo kommt in vielen literarischen Werken vor, z. B. Rinaldo in Torquato Tassos Epos La Gerusalemme Liberata und in zahllosen darauf basierenden Opern Armida bzw. Rinaldo von Georg Friedrich Händel, Christoph Willibald Gluck, Joseph Haydn und anderen. Weiterhin ist Rinaldo Rinaldini die Hauptfigur des Räuberhauptmanns im gleichnamigen Romans von Christian August Vulpius, der 1798 in Leipzig erschien.

## Namensträger
- Rinaldo degli Albizzi (1370–1442), Florentiner Patrizier
- Rinaldo Barlassina (1898–1946), italienischer Fußballschiedsrichter
- Rinaldo Bonanno (1545–1600), italienischer Bildhauer
- Rinaldo Van Brunt (1901–1989), Generalmajor der United States Army
- Rinaldo Capello (* 1964), italienischer Autorennfahrer
- Rinaldo Cruzado (* 1984), peruanischer Fußballspieler
- Rinaldo Dami (1923–1979), italienischer Comiczeichner und Illustrator
- Rinaldo d’Este (1655–1737), Herzog von Modena und Reggio, Bischof von Palestrina, Kardinal
- Rinaldo Hopf (* 1955), deutscher Künstler
- Rinaldo Martino (1921–2000), argentinisch-italienischer Fußballspieler
- Rinaldo Moresco (* 1925), ehemaliger italienischer Radrennfahrer
- Rinaldo Nocentini (* 1977), italienischer Radrennfahrer
- Rinaldo Piaggio (1864–1938), italienischer Unternehmer und Senator
- Rinaldo Piscicello (1414–1457), Erzbischof von Neapel und Kardinal
- Rinaldo Simen (1849–1910), Schweizer Journalist und Politiker
- Rinaldo Steller (* 1991), deutscher Schauspieler
- Rinaldo Talamonti (* 1947), italienischer Schauspieler
- Rinaldo Werner  (1842–1922), deutsch-italienisch-britischer Maler

### Renaldo
- Renaldo Balkman (* 1984), US-amerikanischer Basketballspieler
- Renaldo Benson (1936–2005), US-amerikanischer Soul- und R&B-Sänger
- Renaldo Lopes da Cruz, genannt Renaldo (* 1970), ehemaliger brasilianischer Fußballspieler
- Renaldo O’Neal (* 1961), ehemaliger US-amerikanisch-österreichischer Basketballspieler
- Renaldo Nehemiah (* 1959), US-amerikanischer Leichtathlet
- Renaldo Rama (* 1990), albanischer Fußballspieler
- Renaldo Snipes (* 1956), US-amerikanischer Schwergewichtsboxer